# Vorapaxar
Le vorapaxar est une molécule en cours de développement en tant qu'antiagrégant plaquettaire.

## Mode d'action
Il inhibe l'action de la thrombine sur le récepteur activé de la protéase 1 (PAR-1), empêchant la plaquette sanguine de s'aggréger par cette voie.

## Efficacité
En association avec de l'aspirine, il diminue modestement le risque d'accident cardiaque ou neurologique chez les patients porteur d'une maladie cardio-vasculaire ou chez le diabétique ayant déjà fait un infarctus, avec un risque d'hémorragie. Chez l'artéritique, il ne diminue pas significativement le risque cardiaque mais celui d'une ischémie aiguë de membre, avec un risque hémorragique également majoré. 